# Kłobuk (nakrycie głowy)
Kłobuk – nakrycie głowy. W języku staropolskim kłobuk oznaczał kapelusz, obecnie słowo to odnosi się do dwóch różnych nakryć głowy: miękki filcowy kapelusz noszony przez górali oraz nakrycie głowy duchownych prawosławnych i greckokatolickich.

## Kłobuk w stroju ludowym
Kłobuk – miękki, pilśniowy kapelusz będący często elementem męskiego stroju ludowego, zwykle mianem tym określa się czarne kapelusze górali białych, górali podhalańskich, ale także nakrycia głowy innych górali karpackich (np. Hucułów i górali żywieckich) oraz mieszkańców innych regionów. Niekiedy także niektóre kobiece nakrycia głowy.
Kapelusze u górali żywieckich nazywano strzechoczami, ze względu na przypominające "strzechę" charakterystyczne podwinięcie ronda. Kapelusze produkowali wiejscy rzemieślnicy, tzw. kłobucznicy.
Kapelusze w stroju góralskim odświętnym żywieckim miały szerokie rondo i niewielką okrągłą główkę otoczoną np. czerwonym sznurkiem, wstążką lub ozdobną taśmą. Pan młody i drużbowie dodatkowo ozdabiali kłobuki mirtem, sztucznymi kwiatkami. W stroju codziennym, pasterze potrafili używać (zaimpregnowanych żywicą, tłuszczem lub smołą) kapeluszy jako naczynia na mleko.
W okresie międzywojennym kłobuki (kapelusze podhalańskie) były częścią munduru reprezentacyjnego oddziałów polskiej piechoty górskiej. Obecnie noszą go oddziały reprezentacyjne strzelców podhalańskich.

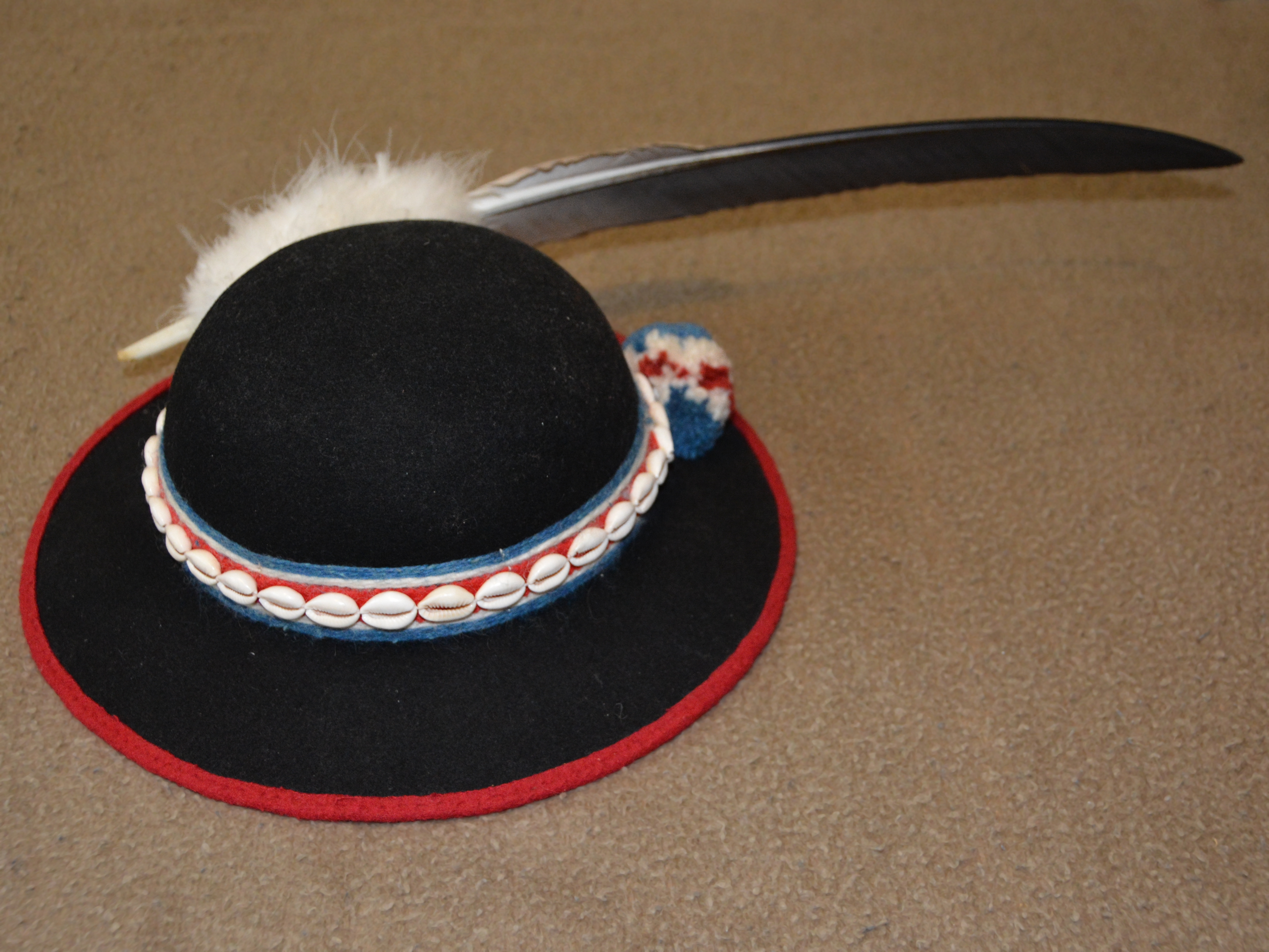
Kłobuk słowackiego górala
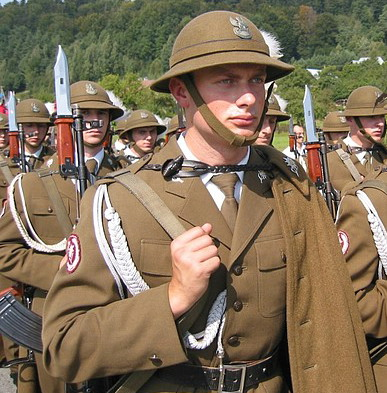
Strzelcy podhalańscy w kapeluszach podhalańskich.
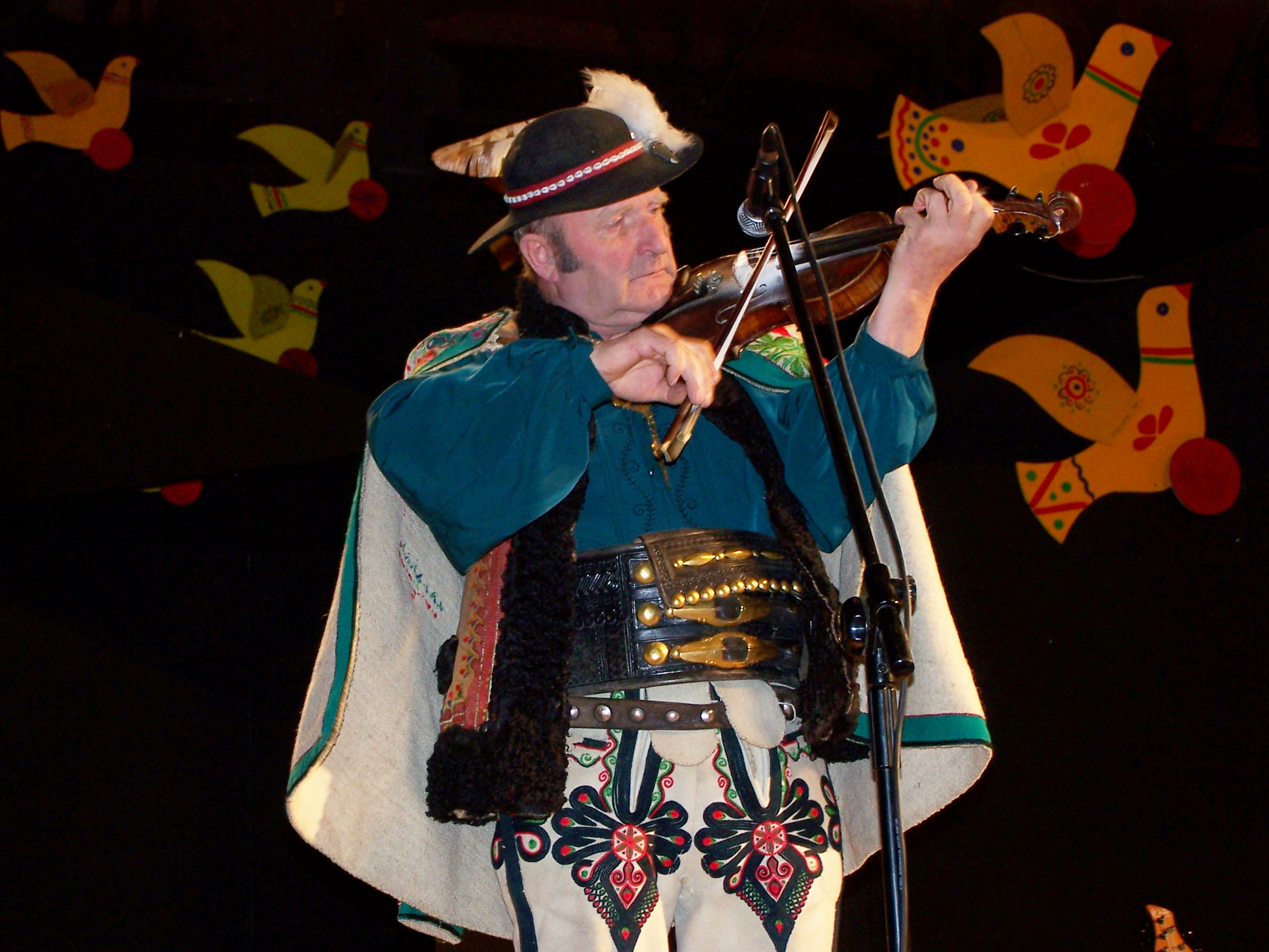
Góral z Podhala (Trebunie Tutki)
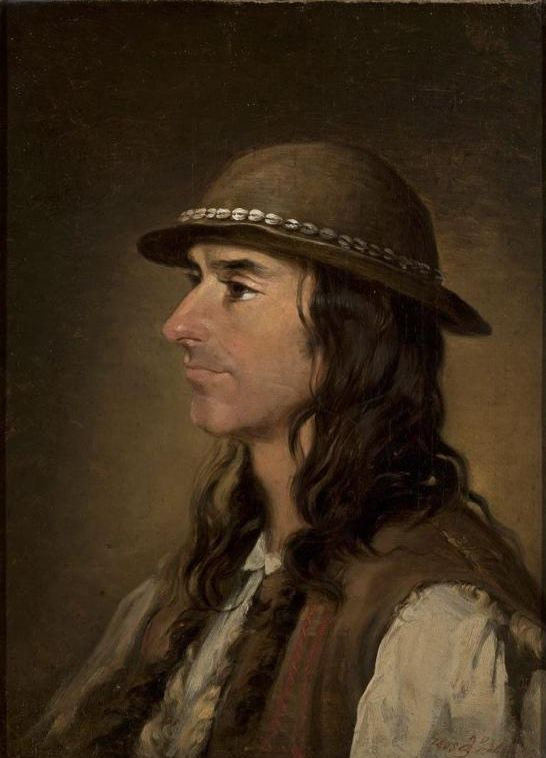
Andrzej Grabowski Popiersie górala Michała Walczaka-Gąsienicy – na obrazie widoczny kłobuk

## Kłobuk w chrześcijaństwie wschodnim
Kłobuk – ozdobne, wysokie, cylindryczne nakrycie głowy z welonem, często rozszerzone u góry, noszone przez mnichów prawosławnych i wschodniokatolickich (niezależnie od rodzaju posiadanych przez mnicha święceń kapłańskich, czy też ich braku); przejęte z tureckiego kołpaka. W tradycji słowiańskiej występuje w trzech odmianach, czarny - dla mnicha oraz biskupa, czarny z krzyżykiem - dla arcybiskupa, biały z krzyżykiem - dla metropolity. W symbolice prawosławnej zwane hełmem zbawienia – ma chronić głowę przed złymi myślami.

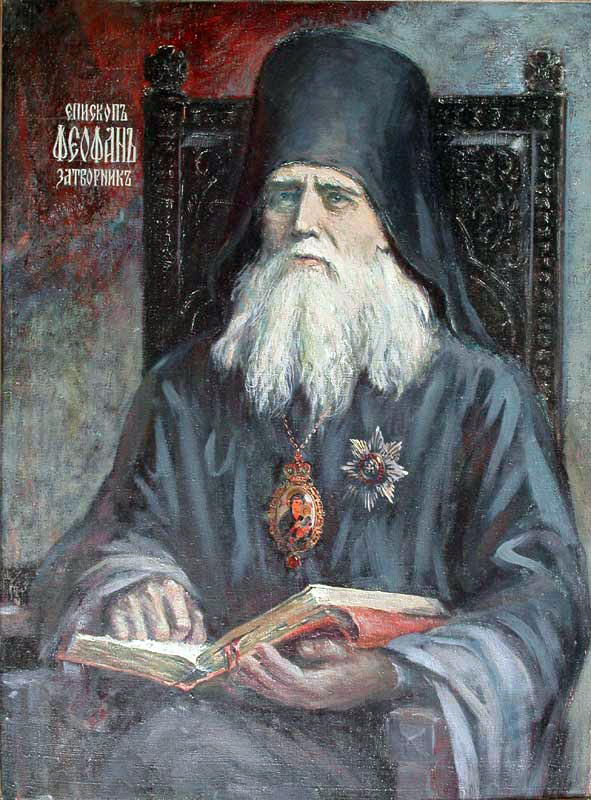
Biskup włodzimierski Teofan Pustelnik (Gieorgij Wasiljewicz Goworow, 1815–1894)
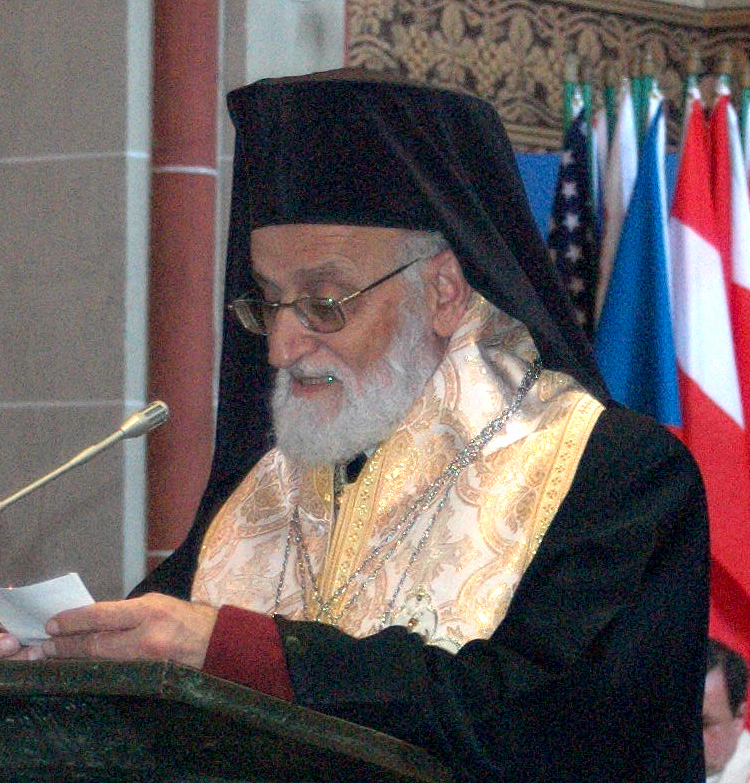
Melchicki patriarcha Antiochii Grzegorz III Laham BS, w czarnym kłobuku (28.04.2007)
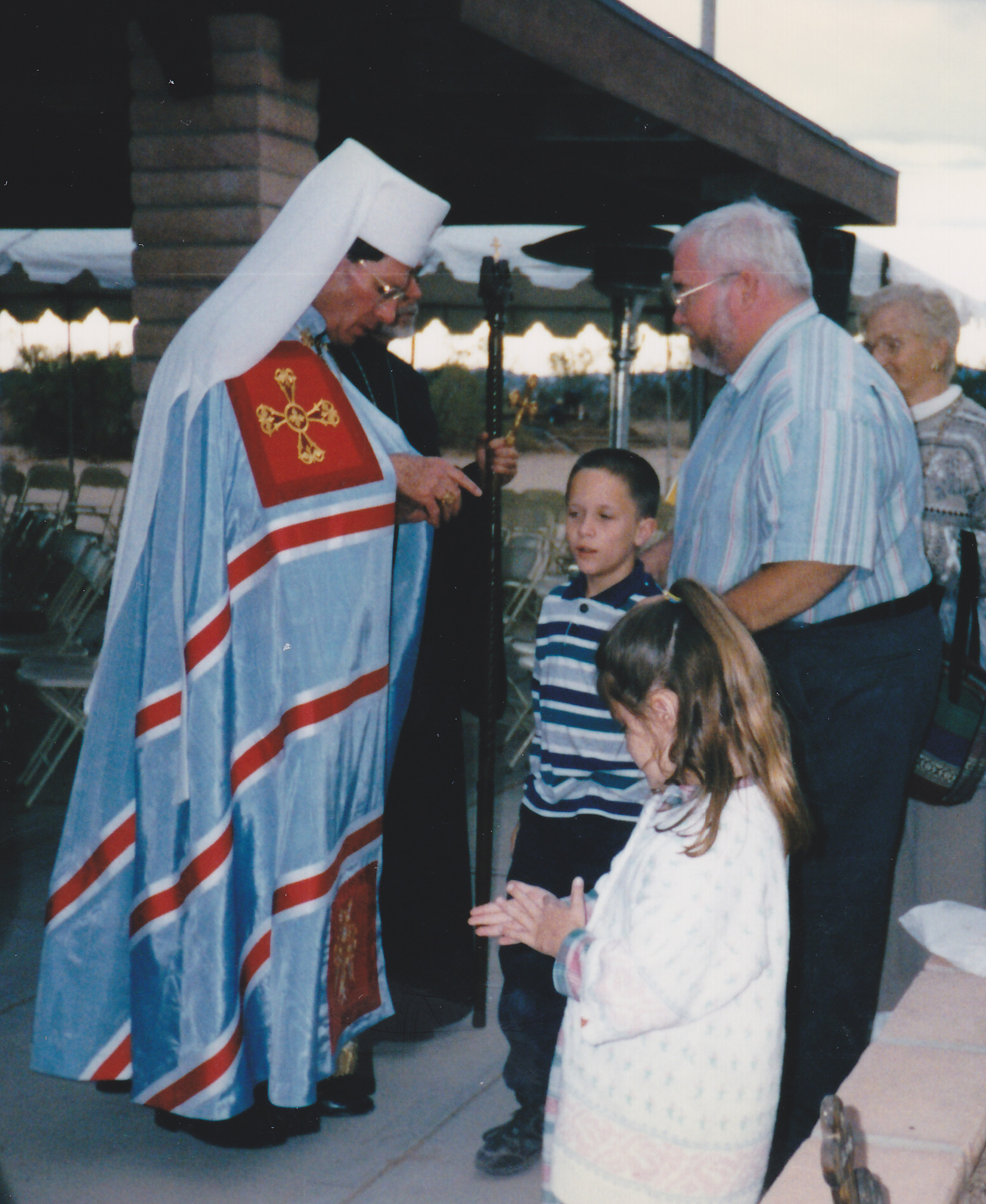
Judson Procyk (1931–2001), metropolita pitsburski obrządku bizantyjsko-rusińskiego, w białym kłobuku (1.11.1996)
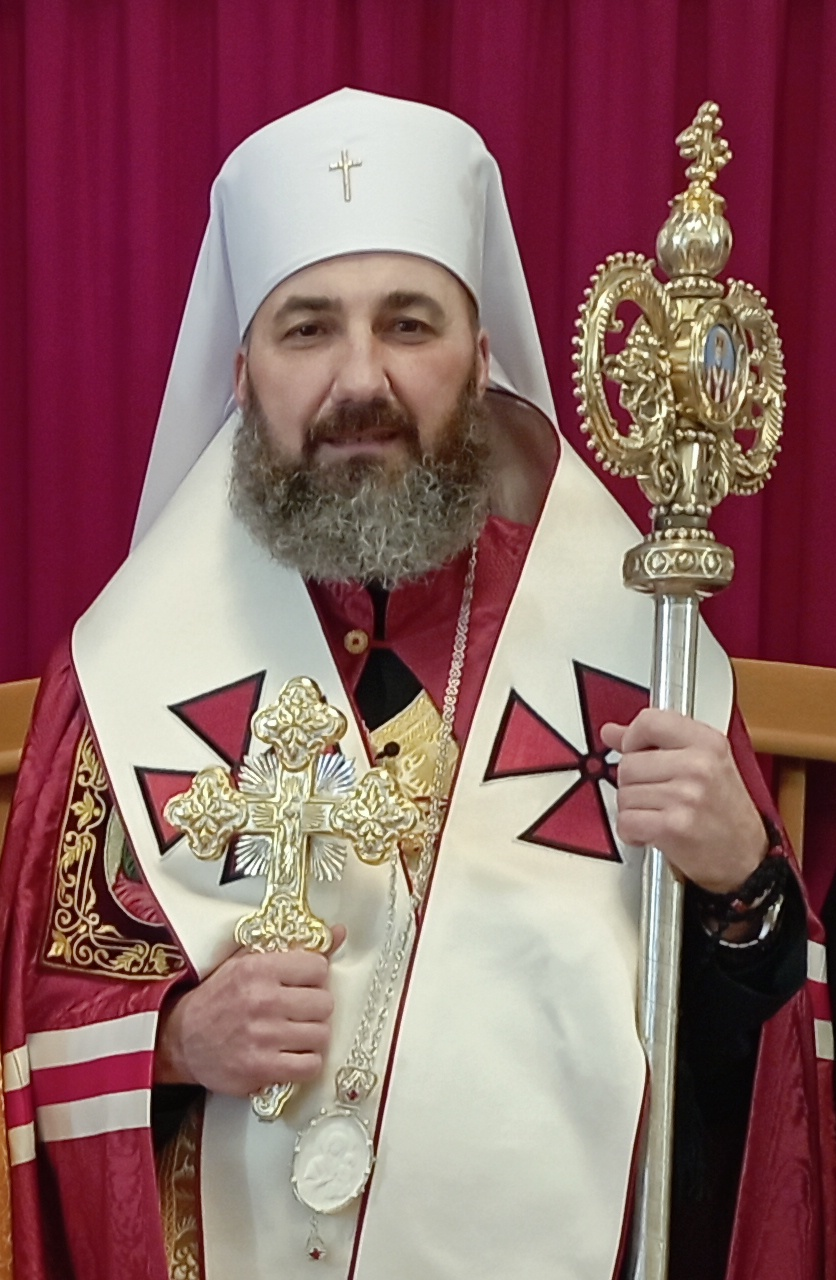
Jonáš Maxim MSU, arcybiskup metropolita preszowski, zwierzchnik Kościoła bizantyjsko-słowackiego, w białym kłobuku (27.01.2024)
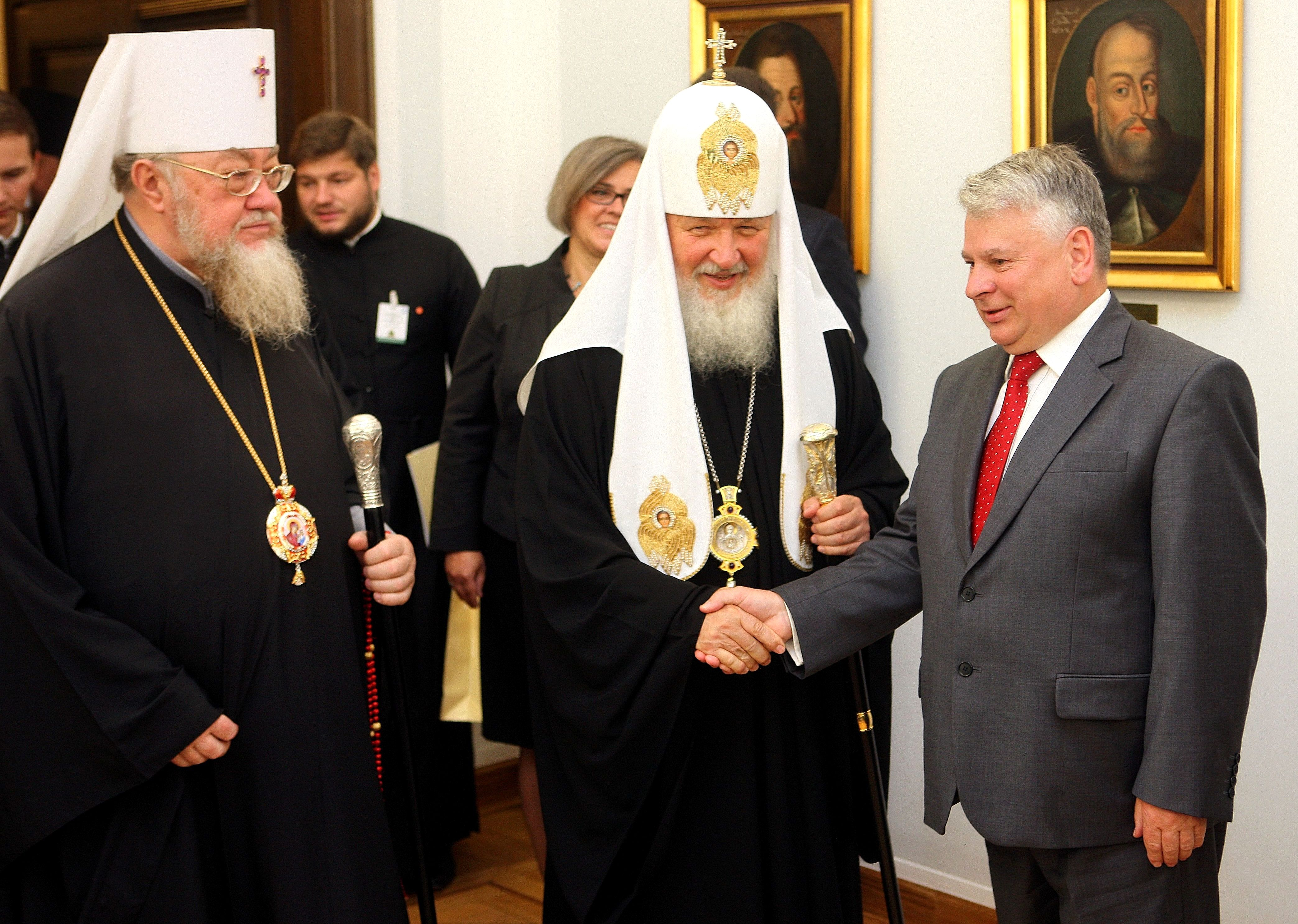
Metropolita warszawski i całej Polski Sawa w białym kłobuku, patriarcha moskiewski i całej Rusi Cyryl w białym kukolu oraz marszałek senatu Bogdan Borusewicz (17.08.2012)

## Kołpak
Określenie kłobuk odnosiło się także do wysokiego nakrycia głowy nazywanego kołpakiem.